# Pielomastax
Pielomastax is een geslacht van rechtvleugeligen uit de familie Episactidae. De wetenschappelijke naam van dit geslacht is voor het eerst geldig gepubliceerd in 1937 door Chang.

## Soorten
Het geslacht Pielomastax omvat de volgende soorten:
- Pielomastax acuticerca Zheng & Fu, 1999
- Pielomastax cylindrocerca Xia & Liu, 1989
- Pielomastax guliujiangensis Zheng, 1997
- Pielomastax lobata Wang, 1993
- Pielomastax obtusidentata Zheng, 1997
- Pielomastax octavii Chang, 1937
- Pielomastax shennongjiaensis Wang, 1995
- Pielomastax soochowensis Chang, 1937
- Pielomastax tenuicerca Xia & Liu, 1989
- Pielomastax tridentata Wang & Zheng, 1993
- Pielomastax varidentata Niu, 1994
- Pielomastax wuyishanensis Wang, Xiangyu & Liu, 1997
- Pielomastax zhengi Niu, 1994